# Chile International Challenge 2015
Die Chile International Challenge 2015 im Badminton fand vom 14. bis zum 18. Oktober 2015 in Temuco statt.

## Sieger und Platzierte
| Disziplin    | Gold                        | Silber                           | Bronze                               |
| ------------ | --------------------------- | -------------------------------- | ------------------------------------ |
| Herreneinzel | Pablo Abián                 | Ernesto Velazquez                | Kevin Cordón                         |
| Herreneinzel | Pablo Abián                 | Ernesto Velazquez                | Lino Muñoz                           |
| Dameneinzel  | Özge Bayrak                 | Kristína Gavnholt                | Rong Schafer                         |
| Dameneinzel  | Özge Bayrak                 | Kristína Gavnholt                | Neslihan Yiğit                       |
| Herrendoppel | Adrian Liu Derrick Ng       | Phillip Chew Sattawat Pongnairat | Daniel Cortez Bastian Vallejos       |
| Herrendoppel | Adrian Liu Derrick Ng       | Phillip Chew Sattawat Pongnairat | Job Castillo Lino Muñoz              |
| Damendoppel  | Eva Lee Paula Obanana       | Lohaynny Vicente Luana Vicente   | Özge Bayrak Neslihan Yiğit           |
| Damendoppel  | Eva Lee Paula Obanana       | Lohaynny Vicente Luana Vicente   | Cemre Fere Ebru Yazgan               |
| Mixed        | Phillip Chew Jamie Subandhi | Alex Tjong Luana Vicente         | Cristobal Conejeros Ashley Montre    |
| Mixed        | Phillip Chew Jamie Subandhi | Alex Tjong Luana Vicente         | David Obernosterer Elisabeth Baldauf |